# Diego Maínz
Diego Mainz García (Madrid, 29 dicembre 1982) è un ex calciatore spagnolo, difensore.

## Carriera
Nella stagione 2001-2002 ha giocato 18 partite in massima serie con la maglia del Rayo Vallecano.